# Рей Мойлет
Рей Мойлет (англ. Ray Moylette; 11 квітня 1990, Мейо) — ірландський професійний боксер, чемпіон Європи серед аматорів.

## Аматорська кар'єра
Рей Мойлет займався боксом з юних років. 2008 року він став чемпіоном світу серед молоді.
На  чемпіонаті Європи 2010 програв у першому бою.
На  чемпіонаті Європи 2011 завоював золоту медаль.
- В 1/16 фіналу переміг Субхі Таха Омара (Ізраїль) — RSC 2
- В 1/8 фіналу переміг Любомира Мар'яновича (Сербія) — 17-16
- У чвертьфіналі переміг Максима Ігнатьєва (Росія) — 14-13
- У півфіналі переміг Гайбатуллу Гаджиалієва (Азербайджан) — 18-16
- У фіналі переміг Тома Сталкера (Англія) — 18-10

На чемпіонаті світу 2011 програв у другому бою.
На  чемпіонаті Європи 2013 програв у першому бою.
На чемпіонаті світу 2013 програв у другому бою.

## Професіональна кар'єра
Дебютував на профірингу 4 березня 2017 року. Впродовж 2017—2022 років провів 14 боїв.
7 грудня 2018 року зазнав першої поразки, програвши бій за очками за вакантний титул чемпіона WBC Silver в першій напівсередній вазі Крістіану Ураскієта (Мексика), а 26 березня 2022 зазнав другої поразки, знов програвши нокаутом бій за вакантний титул чемпіона WBC Silver в першій напівсередній вазі Далтону Сміту (Велика Британія).